# Октоген
Октоге́н (1,3,5,7-тетранитро-1,3,5,7-тетраазациклооктáн, циклотетраметилентетранитрамин, HMX) —
(CH2)4N4(NO2)4, термостойкое бризантное взрывчатое вещество. Впервые был получен как побочный продукт процесса получения гексогена конденсацией нитрата аммония с параформом в присутствии уксусного ангидрида. Представляет собой белый порошок кристаллического характера. Относится к III классу опасности — умеренно токсичен. Впервые был получен американцами в 1942 г. Рассматривался как вредная примесь к гексогену, так как разбавлением водой осаждалась чувствительная α-форма.

## Физические и химические свойства
- Плотность: 1905 кг/м³.
- Температура плавления 278,5—280 °C (с разложением).
- Температура вспышки 330 °C.

Октоген почти нерастворим в воде, метаноле, этаноле, бензоле, диэтиловом эфире. Малорастворим в ацетоне, с аминами (ДМФА, диметиланилин) способен образовывать молекулярные комплексы.
Октоген сравнительно химически инертен, устойчив на свету, но гидролизуется при действии растворов щелочей в водном ацетоне либо концентрированных минеральных кислот.

## Взрывчатые свойства
- Обладает высокой чувствительностью к удару.
- Скорость детонации 9100 м/с при плотности 1,84 г/см³.
- Объём газообразных продуктов взрыва 782 л/кг.
- Теплота взрыва 5,73 МДж/кг.
- Фугасность 480 мл.
- Тротиловый эквивалент 1,7.

## Получение
Получают действием концентрированной азотной кислоты на уротропин в растворе уксусной кислоты, уксусного ангидрида и нитрата аммония в растворе азотной кислоты. Очищение технического октогена от примесей достигается обработкой ДМФА, который образует с октогеном комплексы. Эти комплексы отделяют от реакционной смеси и разрушают действием воды.
Перекристаллизация октогена проводятся из горячих насыщенных растворов в ацетоне, ацетонитриле и нитрометане, при медленной кристаллизации получается его β-модификация, при быстрой — α-форма.

## Применение
Применяется при производстве пластичных взрывчатых веществ, взрывных работах в высокотемпературной среде. В составе смесевых ВВ используется для военных целей, как правило, для снаряжения кумулятивных зарядов, что увеличивает их бронепробиваемость приблизительно на 10 % по сравнению со снарядами из гексогена, и для снаряжения снарядов скорострельных малокалиберных пушек (например, ЗУ-23-2, ЗСУ-23-4 и M61 Vulcan), так как высокий темп стрельбы приводит к развитию в таких орудиях высоких температур, к которым октоген стоек. Наиболее часто используемые смесевые ВВ из октогена — октол (77 процентов октогена и 23 процента тротила) и окфол (95 процентов октогена и 5 процентов пластификатора, обычно воска). В составе пластичных ВВ используется диверсионными спецподразделениями. Компонент твёрдых ракетных топлив; в частности, применяется для изготовления детонирующего топлива, что актуально для ПЗРК. Представляет интерес как термостойкое взрывчатое вещество (применяют при температурах до 210 °С) для перфорации высокотемпературных нефтяных и газовых скважин.

## Кристаллические модификации
| Показатели модификаций                 | β-                    | α-                         | γ-                       | δ-                        |
| -------------------------------------- | --------------------- | -------------------------- | ------------------------ | ------------------------- |
| Область существования, °С              | до 115                | от 115 до 156              | около 156                | от 156 до плавления       |
| Стабильность при комнатной температуре | стабильна             | метастабильна              | метастабильна            | нестабильна               |
| Плотность кристаллов, кг/м³            | 1910                  | 1870                       | 1820                     | 1780                      |
| Форма кристаллов                       | моноклинные массивные | орторомбические игольчатые | моноклинные пластинчатые | гексагональные игольчатые |